# Esterase

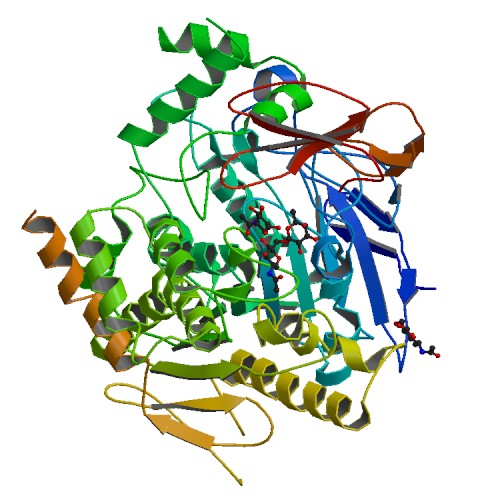
Estrutura tridimensional da acetilcolinesterase, cujo substrato específico é o acetilcolina.

As esterases são enzimas pertencentes à classe das hidrolases que catalizam a reacção de hidrólises de ligações éster.. 
R-CO-O-R' + H2O ⇄ R-COOH + HO-R'
A categoria da esterase compreende diversas subcategorias, entre as quais a lipase e a colinesterase.